# François Castiello
 (août 2024).
Si vous disposez d'ouvrages ou d'articles de référence ou si vous connaissez des sites web de qualité traitant du thème abordé ici, merci de compléter l'article en donnant les références utiles à sa vérifiabilité et en les liant à la section « Notes et références ».

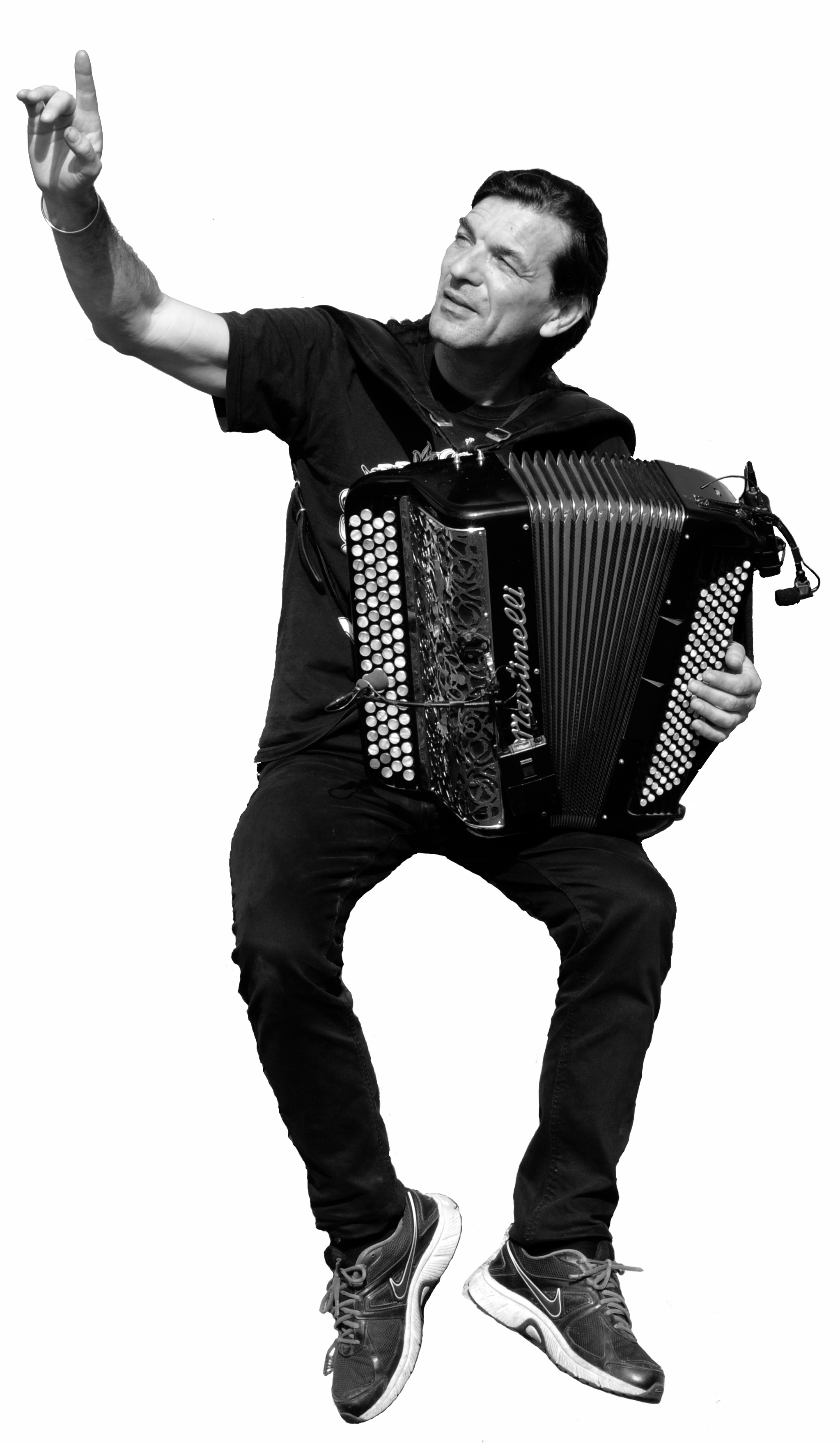
François Castiello

François Castiello est un accordéoniste et auteur-compositeur-interprète français.

## Biographie
Adolescent, il a le choix entre devenir maçon comme son père ou musicien. Il commence à gagner sa vie en jouant de l'accordéon dans les bals musettes et en accompagnant des chanteurs, ou comme soliste. À l'âge de 23 ans, il tombe amoureux "inconditionnel" de l'instrument dont il jouait depuis quinze ans déjà. Il ne voit plus l’accordéon comme un instrument pour gagner sa vie, mais comme un moyen de s'exprimer. Il apprend de nouvelles techniques de jeu et commence à s’intéresser au jazz et la musique d’Europe Centrale. C’est en explorant cette dernière qu’il rencontre le groupe Bratsch en 1985, auquel il participe jusqu'à la dissolution du groupe fin 2015. Autodidacte dans l’âme il développe un jeu très personnel mêlant dans ses improvisations toutes ses expériences passées. Fonde le groupe Lalala Napoli en 2011; Fonde le groupe Virage en 2018

## Discographie

### Solo
- 2004 : Solo 1

- 2008 : Solo 2

## Avec Virage
Duo fondé par François Castiello en 2018 avec le batteur Cyril Gilibert.
Album:
- 2021 : Daleco avec Virage

## Avec Lalala Napoli
Groupe fondé par François Castiello  en 2011 
Albums:
- 2015 : Amore sole Liberta avec Lalala Napoli
- 2017 : Disperato avec lalala Napoli
- 2019 : Disperato live avec Lalala Napoli
- 2021 : Cavalluccio avec Lalala Napoli

## AvecBratsch

### Albums studio
- 1988 : Notes de voyage avec Bratsch
- 1990 : Sans domicile fixe avec Bratsch
- 1991 : Transports en commun avec Bratsch
- 1993 : Gipsy Music From The Heart Of Europe avec Bratsch
- 1994 : Correspondances avec Bratsch
- 1994 : Le Mangeur de lune (Bande Originale du film homonyme de Dai Sijie) avec Bratsch
- 1996 : Écoute ça chérie avec Bratsch
- 1998 : Rien dans les poches avec Bratsch
- 2001 : La vie, la mort, tout ça... avec Bratsch
- 2007 : Plein du monde avec Bratsch
- 2011 : Urban Bratsch avec Bratsch

### Albums live
- 1999 : On a rendez-vous avec Bratsch
- 2005 : Çà s'fête (Best Of Live pour les 25 ans) avec Bratsch

### Compilations
- 2003 : Nomades en vol avec Bratsch
- 2013 : Brut de Bratsch (1973-2013) avec Bratsch

## Autres participations
- Monica Passos : Casamento
- Andodrom : Phari Mano

- Mastaki Bafa : Wawa
- Nederlands Blazers Ensemble : Musikanti
- Alex Grillo : Tripplet
- Nano Peylet : Nano Peylet and Friends
- Jean Philippe Watremez : Mosaique
- Les P'tit loup du jazz : Baby Blues
- Ankala and WorldOrchestra : Didje blows the games
- Maxime Leforestier : Passer ma route
- Titi Robin : Gitan
- Jacques Grober : Chansons Yiddish d'hier et d'aujourd'hui
- Shantel : Disko Partizani